# Marthe d'Astorga
Sainte Marthe d'Astorga († 250) est une martyre chrétienne née et exécutée à Asturica Augusta, actuellement Astorga, en Espagne. Depuis 1741, elle est la patronne de la ville.

## Hagiographie
L'ancienne tradition d'Astorga associe Marthe, fille de la ville, aux groupes chrétiens qui ont émergé autour des légionnaires convertis en Afrique du Nord et qui se sont installés plus tard à Asturica Augusta.
Victime de la persécution des chrétiens sous l'empereur Dèce. Malgré les tentatives de persuasion, elle a refusé de renoncer à sa foi ; elle a alors été torturée et décapitée.

## Iconographie
Martha est généralement représentée avec une feuille de palmier (symbole traditionnel du martyre) ou en tant qu'enseignante avec deux jeunes garçons — Just et Pasteur — qui, selon la tradition, sont ses neveux, les fils de son frère saint Vidal (es).

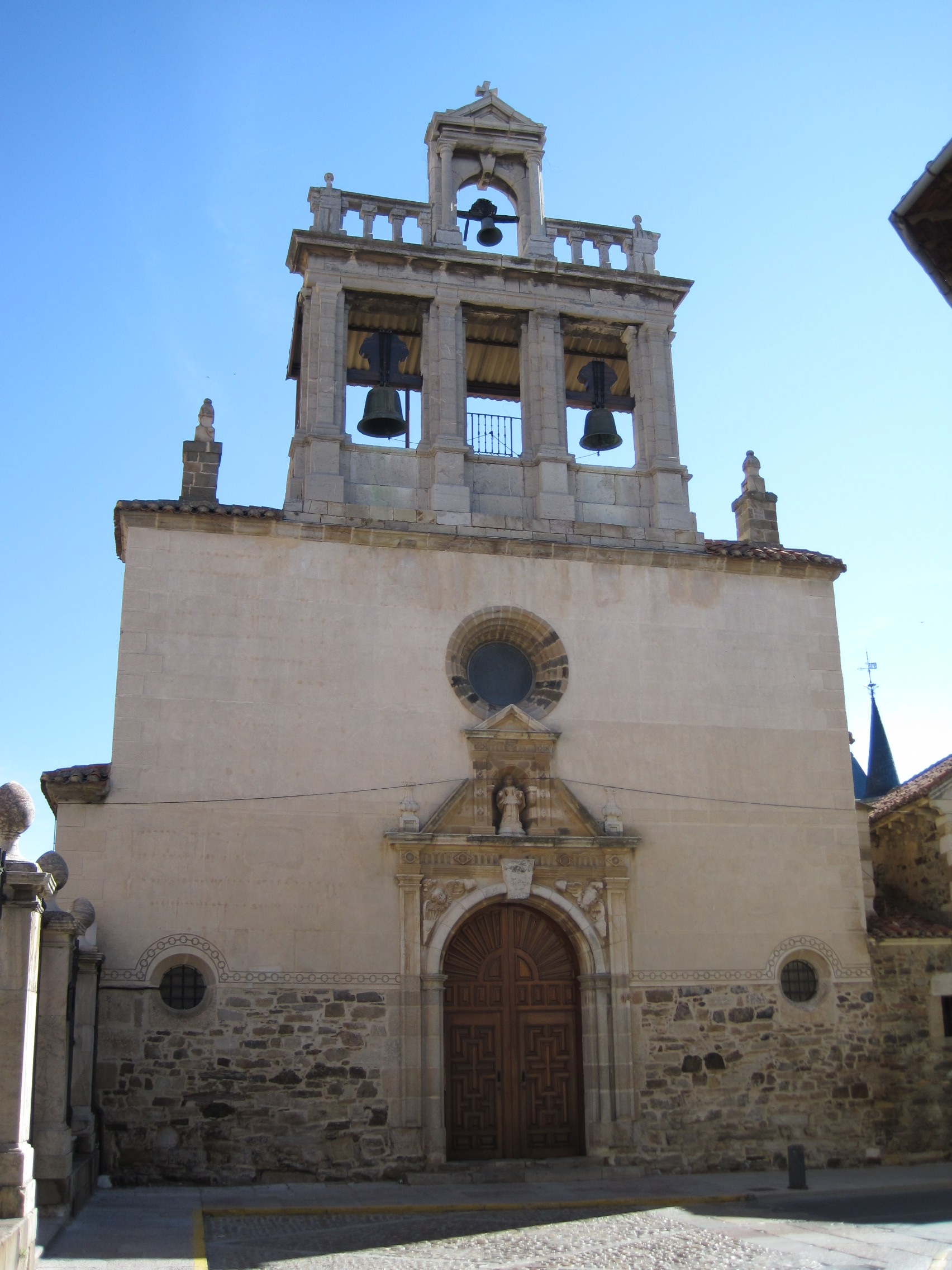
Église Sainte-Marthe d'Astorga.